# WUML
WUML ist ein US-amerikanischer Hörfunksender aus Lowell im US-Bundesstaat Massachusetts. Eigentümer und Betreiber des Radios ist die University of Massachusetts. WUML ist auf der UKW-Frequenz 91,5 MHz zu empfangen.